# John Cho
John Cho, född 16 juni 1972 i Seoul i Sydkorea, är en skådespelare och sångare. När John var 6 år flyttade han till Los Angeles där han är uppväxt. Han sjunger i bandet Viva La Union som tidigare hette Left of Zed. Han är mest känd som Harold Lee i Harold and Kumar-filmerna.

## Filmografi
- 1997 – Shopping for Fangs
- 1997 – Wag the Dog
- 1998 – Exchange Value
- 1998 – Yellow
- 1999 – American Pie
- 1999 – Bowfinger
- 1999 – American Beauty
- 2000 – The Flintstones in Viva Rock Vegas
- 2000 – Among Others
- 2001 – Delivering Milo
- 2001 – Down to Earth
- 2001 – Pavilion of Women
- 2001 – Evolution
- 2001 – American Pie 2
- 2002 – Better Luck Tomorrow
- 2002 – Big Fat Liar
- 2001-2002 - Off Centre
- 2002 – Solaris
- 2003 – American Pie – The Wedding
- 2003 – Western Avenue
- 2004 – See This Movie
- 2004 – Harold & Kumar Go to White Castle
- 2004 – In Good Company
- 2005 – Bam Bam and Celeste
- 2005-2008 - Kitchen Confidential
- 2006 – Bickford Shmeckler's Cool Ideas
- 2007 – Smiley Face
- 2007 – The Air I Breathe
- 2007 – West 32nd
- 2008 – Harold & Kumar Escape from Guantanamo Bay
- 2008 – Harold & Kumar Go to Amsterdam
- 2008 – Nick and Norah's infinite Playlist
- 2009 – Star Trek
- 2009 – Saint John of Las Vegas
- 2009-2010 - FlashForward
- 2010 – Caller ID
- 2011 – A Very Harold & Kumar 3D Christmas
- 2012 – American Reunion
- 2012 – Total Recall
- 2013 – Star Trek Into Darkness
- 2014 – Zipper
- 2014 – Selfie (TV-serie)
- 2015 – Grandma
- 2015 – Get a Job
- 2016 – Star Trek Beyond
- 2018 – Searching
- 2023 – The Afterparty (TV-serie)
- 2024 – Afraid

Cho har även gästskådespelat i serier som Ugly Betty, How I Met Your Mother, Grey's Anatomy, House, Förhäxad och Felicity.